# میکل گلدنس
میکل گلدنس (انگلیسی: Mickell Gladness؛ زادهٔ ۲۶ ژوئیهٔ ۱۹۸۶) بازیکن بسکتبال اهل ایالات متحده آمریکا است.
از باشگاه‌هایی که در آن بازی کرده‌است می‌توان به میامی هیت و گلدن استیت واریرز اشاره کرد.